# Фавн Барберини
«Фавн Барберини», или «Пьяный сатир», — мраморная статуя эллинистической эпохи, созданная неизвестным скульптором пергамской школы около 200 года до н. э. и изображающая заснувшего Фавна. Не исключено, что это римская мраморная копия высокого качества бронзового оригинала второй половины III в. до н. э. Произведение названо по имени кардинала Франческо Барберини, распорядившегося о реставрации скульптуры (с дополнением утраченных частей: скульпторы создали ноги, левую руку и камень, служащий ложем), находившейся в конце XVII века в римском Палаццо Барберини.
Статуя была обнаружена в 1620-е годы в Риме близ мавзолея Адриана (ныне замок Святого Ангела) и поступила в частное собрание папы Урбана VIII из семейства Барберини. Винкельман предположил, что эту статую в числе прочих свергли со стен мавзолея его защитники во время осады Рима готами в 537 году (о таком своеобразном способе защиты упоминает историк Прокопий). Считается, что Адриан, вошедший в историю как поклонник Антиноя, питал слабость к гомоэротическому искусству.
Несмотря на всю свою выразительность, при поступлении в папское собрание статуя была сильно повреждена: не хватало правой ноги, некоторых фрагментов рук и головы. Недостающие части были восстановлены трудами нескольких поколений ваятелей XVII и XVIII веков, в том числе в 1679 году скульпторами Джузеппе Джорджетти и Лоренцо Оттони по заказу кардинала Франческо Барберини. Экспрессивная поза сближает «Фавна» с барочными произведениями Караваджо и Бернини настолько, что долгое время считалось, что её восстановлением занимался именно Бернини. До 1799 года статуя располагалась в римском палаццо Барберини, где поражала гостей Рима своей неслыханной непристойностью: ноги Фавна кажутся нарочито раздвинутыми, чтобы взгляд зрителя устремлялся на гениталии. Возможно, этот эффект был усилен во время реставрации.
В 1799 году скульптор Винченцо Пачетти обратился к Люсьену Бонапарту с предложением приобрести у него статую. Барберини оспорили права Пачетти на распоряжение скульптурой и после шумного судебного процесса и вопреки запрету на вывоз статуи из Италии (за который горячо высказывался Антонио Канова) продали «Фавна» баварскому принцу Людвигу, который, не дожидаясь его доставки в Мюнхен, поручил Лео фон Кленце выделить в строящейся мюнхенской Глиптотеке особое помещение для его размещения. В 1827 году «Фавн» и «Аполлон» из барбериниевской коллекции заняли почётное место в Глиптотеке.
По всей Европе разбросаны многочисленные копии знаменитой статуи. Среди них выделяется своим высоким качеством луврская копия работы Бушардона (1726), в которой, в отличие от оригинала, присутствует левая рука. Большой каскад фонтанов в Петергофе украшает позолоченная копия «Пьяного сатира».
Итальянский художник Лука Джордано при написании картины «Сон юного Вакха» вдохновлялся «Фавном Барберини», эта картина находится в собрании Эрмитажа.